# تولوس هوستيليوس

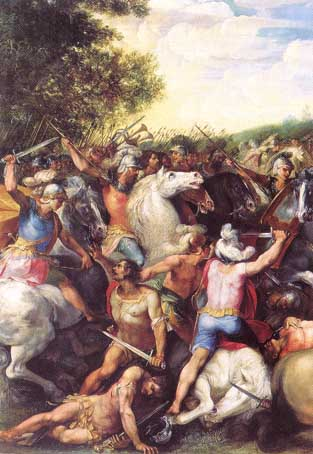
انتصار تولوس هوستيليوس على قوات فيي وفيدينا

تولوس هوستيليوس (باللاتينية: Tullus Hostilius) (ولد 673 قبل الميلاد – توفي 642 قبل الميلاد) هو ثالث الملوك الأسطوريين على روما. وقد خلف نوما بومبيليوس على العرش وخلفه أنكوس ماركيوس. على عكس سلفه، فقد كان تولوس معروفا كملك محارب.
كان تولوس هوستيليوس حفيد هوستوس هوستيليوس، الذي قاتل مع رومولوس وتوفي أثناء الغزو السابين لروما.
وكانت السمة الرئيسية لعهد لتولوس هي هزيمته لمدينة ألبا لونغا، وذلك بانتصار ثلاثة أبطال رومان على ثلاث من أبطال ألبا لونغا، وأصبحت المدينة تابعة لروما. إلا أنميتيوس فوفيتيوس حاكم ألبا خان روما لاحقا، فأمر تولوس بتدمير المدينة وقام بتهجير مواطنيها إلى روما، حيث تم دمجهم وأصبحوا مواطنين رومان.
كما خاض تولوس عدة حروب ناجحة ضد قبائل فيديناي وفيي وسابين.
ذكر ليفي أن تولوس لم يولي اهتماما كبيرا بالشعائر الدينية خلال فترة حكمه، حيث رأى أنها لا تستحق اهتمام الملك. ومع ذلك، وفي نهاية فترة حكمه، وتأثرت روما بسلسلة من النبوءات بما فيها وابل من الحجارة على جبل ألبان (فأقيم بعده احتفال ديني أقيم لتسعة أيام يدعى novendialis)، كما سمع صوت مدوي على قمة الجبل يشكو من أن أهل ألبانز لم يظهروا إخلاصهم لآلهتهم القديمة، وضرب وبأء روما. أصبح الملك تولوس مريضا وضحية للخرافات. وقرء مذكرات نوما بومبيليوس وحاول تقديم الأضاحي التي أوصى بها نوما للإله جوبيتر. إلا أن تولوس لم ينفذ الطقوس بشكل صحيح، فضرب هو ومنزله بصاعقة وحولته إلى رماد بسبب غضب جوبيتر.

## وصلات
| سبقه نوما بومبيليوس | ملك روما تولوس هوستيليوس 673 ق.م. - 642 ق.م. | تبعه أنكوس ماركيوس |